# Elektroplatiranje
Elektroplatiranje ili galvanostegija je nanošenje tankog sloja nekog metala na površinu predmeta izrađenog od drugog metala radi zaštite, uljepšavanja ili postizanja određenih površinskih svojstava. S gledišta industrijske prakse, najčešće se elektroplatira kalajem (bijeli lim za limenke u konzerviranju hrane — kalajisanje), cinkom (zaštita gvožđa i čelika od korozije; cinčanje), hromom (dekoracija, zaštita, tvrdoća površine; hromiranje), bakrom (povećanje električne i toplotne provodnosti, zaštita; bakrenje), niklom (zaštita, dekoracija; niklovanje) i plemenitim metalima (pozlaćivanje). Uz aparate za napajanje strujom i izvođenje temeljnih operacija, i najjednostavnija postrojenja za elektroplatiranje moraju da imaju još i filtere za čišćenje otopina, uređaje za sušenje (koji mogu biti vrlo različiti, od običnih za sušenje mlazom komprimiranog zraka, do velikih peći), tankove za otapanje neispravnih galvanskih slojeva sa izradaka, tankove za rekuperaciju otpadnih voda koje se još mogu iskoristiti, prenosive pumpe za prenos otopina i, ako je potrebno, najmanje jedan spremnik za prihvat kupke za galvanizovanje.
Za rezultat galvaniziranja u elektroplatiranju i elektrooblikovanju bitan proces je katodno taloženje. Da bi se ono moglo neprestano odvijati, između ostalog, mora da se održava i koncentracija elektrolita u kupki. Najčešće se to postiže istovremenim otapanjem anode građene od metala kojim se galvanizira (anodnim otapanjem). No, kad se iz nekog razloga upotrebljavaju anode koje se ne otapaju, otopini se povremeno ili još bolje stalno dodaje elektrolit. Ta dva metoda održavanja koncentracije elektrolita u kupki u galvanotehnici ponekad se i nadopunjuju.